# Echinogorgia flexilis
Echinogorgia flexilis is een zachte koraalsoort uit de familie Plexauridae. De koraalsoort komt uit het geslacht Echinogorgia. Echinogorgia flexilis werd in 1909 voor het eerst wetenschappelijk beschreven door Thomson & Simpson. 